# Pontiac Torrent
Pontiac Torrent – samochód osobowy typu SUV klasy średniej produkowany pod amerykańską marką Pontiac w latach 2005 – 2009.

## Historia i opis modelu

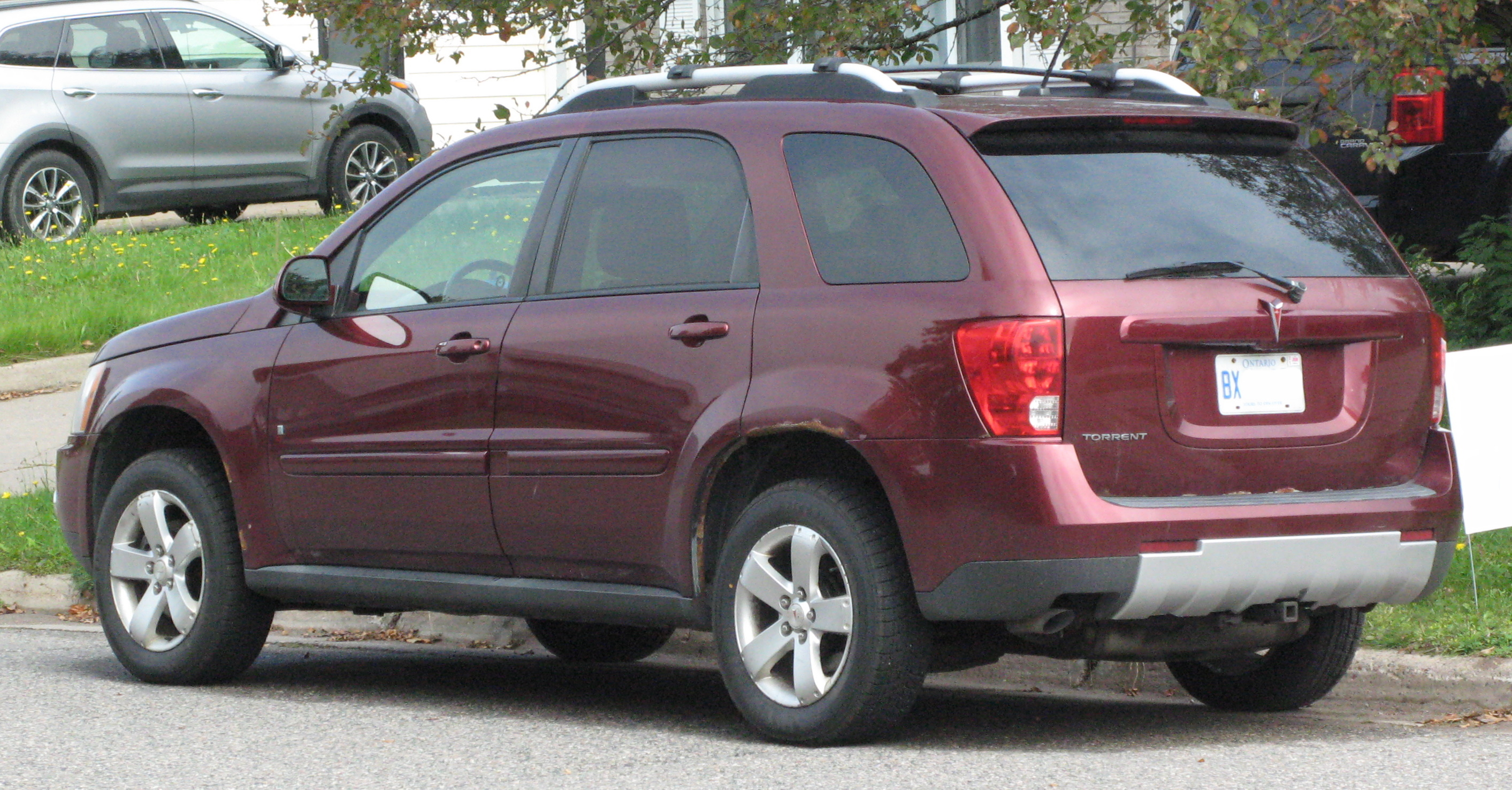
Pontiac Torrent - tył

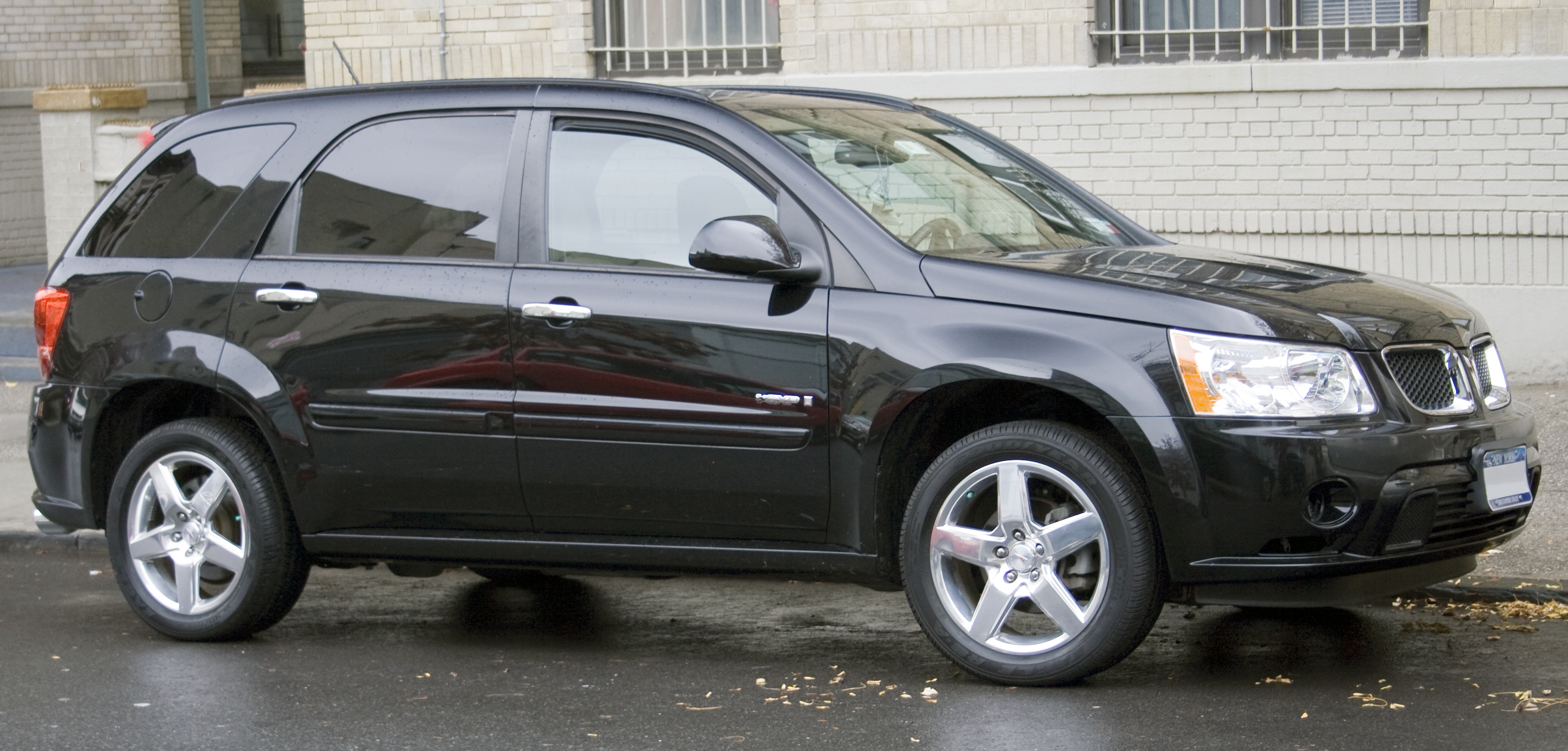
Pontiac Torrent GXP

Torrent zastąpił kontrowersyjny model Aztek, powstając na platformie General Motors o nazwie GM Theta, na której zbudowano również bliźniacze SUV-y Chevrolet Equinox, GMC Terrain oraz Suzuki XL7. Pojazd został zaprezentowany po raz pierwszy w 2005 roku w Los Angeles, trafiając do sprzedaży z końcem tego samego roku. Do napędu służył silnik produkowany w Chinach - była to znana z modelu Equinox jednostka V6 o pojemności 3,4 litra generująca moc 185 hp. Napęd przenoszony jest poprzez 5-biegową automatyczną skrzynię biegów na oś przednią lub obie osie.
Produkcja modelu Torrent została zakończona we wrześniu 2009 roku, co było pokłosiem wycofania z rynku marki Pontiac w ramach restrukturyzacji koncernu General Motors, który drastycznie zredukował swoje portfolio w Ameryce Północnej.

### Silniki
- V6 3,4 l LNJ
- V6 3,6 l LY7

### Sprzedaż
| Rocznik | Sprzedaż |
| ------- | -------- |
| 2005    | 10,303   |
| 2006    | 43,174   |
| 2007    | 32,644   |